# Deutschliberale Partei (Freie Stadt Danzig)
Die Deutschliberale Partei war eine liberale Partei in der Freien Stadt Danzig von 1925 bis in die 1930er Jahre.

## Geschichte

### Vorgängerparteien
1920 waren die Deutschdemokratische Partei und die Freie Wirtschaftliche Vereinigung im ersten Volkstag der Freien Stadt Danzig vertreten. Sie wurden  auch Teil des ersten Senats (Sahm I). Am 28. Januar 1921 schlossen sie sich zur Deutschen Partei für Wirtschaft und Fortschritt zusammen. Im Oktober 1923 spaltete sich daraus die Liberale Vereinigung ab.
Nach der zweiten Volkstagswahl zog sich die Deutsche Partei für Wirtschaft und Fortschritt An im Januar 1924 aus dem Senat zurück, da ihr Kandidat Julius Jewelowski von den anderen Parteien abgelehnt wurde. Sie unterstützte aber die Minderheitsregierung.

### Deutschliberale Partei
1925 schloss sich die Deutsche Partei für Wirtschaft und Fortschritt mit der Freien Vereinigung der Beamten, Angestellten und Arbeiter, der neuen Bezeichnung für die abgespaltene Liberale Vereinigung, zur Deutschliberalen Partei zusammen.
Diese wurde im September 1925 wieder Mitglied des Senats (Sahm II).
1930 erhielt die Partei nur noch einen Sitz im Volkstag und schied aus dem Senat aus.
Seit 1933 war sie nicht mehr an Wahlen beteiligt.

## Abgeordnete und Senatoren

### 1920 bis 1924
Senatoren
- Hermann Strunk, hauptamtlicher Senator für Kultus (Deutschdemokratische Partei bis 1921)
- Ludwig Noé, hauptamtlicher Senator für Staatsbetriebe, bis 26. April 1921 (Deutschdemokratische Partei bis 1921)
- Julius Jewelowski, nebenamtlicher Senator für Wirtschaft (Deutschdemokratische Partei bis 1921),  Holzfabrikant
- Paul Eschert, nebenamtlicher Senator für Ernährung (Freie Wirtschaftliche Vereinigung bis 1921),  Likörfabrikant
- Emil Förster, nebenamtlicher Senator für Postverwaltung (Deutschdemokratische Partei bis 1921), Oberpostdirektor in Zoppot

Abgeordnete
Deutschdemokratische Partei, seit 1921 Deutsche Partei für Wirtschaft und Fortschritt (10 Sitze)
- August Arndt, seit Oktober 1923 Liberale Vereinigung
- Paul Epp, bis 1920
- (Felix Fabian, 1921 für Leiding, nahm das Mandat nicht an)
- Emil Förster, parlamentarischer Senator
- Gerhard Friedrich, seit 1920 für Epp, seit 1923 Liberale Vereinigung
- Otto Hennke, seit 1920 für Schmiljan
- Martin Jakoby, seit 1922 für Jonas
- Julius Jewelowski, Wirtschaftssenator
- Paul Jonas, seit 1922 für Leiding bzw. Fabian, bis 1922
- Ernst Kuhn, seit 1923 Liberale Vereinigung
- Karl Leiding, bis 1921
- Otto Loening, seit 1923 Liberale Vereinigung
- Ella von Morstein
- Ludwig Noé, bis 1921 auch Senator
- Alfred Schmiljahn, bis 1920

Freie Wirtschaftliche Vereinigung, seit 1921 Deutsche Partei für Wirtschaft und Fortschritt (12 Sitze)
- Heinrich Aumund, bis 1920
- Albert Brödersdorff
- Erich Eppich, seit 1921 für Wieler, seit 1923 Liberale Vereinigung
- Paul Eschert, Senator
- Emil Grundmann, bis 1921
- Rudolf Hallmann
- Felix Haselau, seit 1923 Liberale Vereinigung
- Rudolf Keruth
- Eduard Mayen, seit 1921 für Grundmann
- Hugo Neumann
- Falk von Schroeter
- Antonie Stremme
- Rudolf Sturm, seit 1921 für Aumund
- Lisbeth Wessel, seit 1923 Liberale Vereinigung
- Fritz Wieler, bis 1921

### 1924 bis 1927
Senatoren
- Hermann Strunk, hauptamtlicher Senator für Kultus, seit 1925
- Emil Förster, nebenamtlicher Senator (für Postverwaltung?), 1925–1926
- Robert Schmidt, nebenamtlicher parlamentarischer Senator, 1926–1927
- zwei weitere Senatoren 1925–1926 (Julius Jewelowski?)
- ein weiterer Senator 1926–1927 (Julius Jewelowski?)[3]

Abgeordnete
Deutsche Partei für Wirtschaft und Fortschritt, seit 1925 Deutschliberale Partei (8 Sitze)
- August Arndt
- Emil Förster, nebenamtlicher Senator 1925 bis 1926
- Julius Jewelowski, (evtl. Senator seit 1925?)
- Rudolf Keruth
- Lucie Kuntz, für Leiding
- Karl Leiding, dann ausgeschieden
- Konrad Lück
- Hugo Neumann
- Alma Richter
- Robert Schmidt
- Wilhelm Schülke, wahrscheinlich als Nachrücker[4]

Freie Liste der Beamten, Angestellten und Arbeiter, seit 1925 Deutschliberale Partei (3 Sitze)
- Franz Ediger
- Erich Eppich
- Richard Wagner

### 1927 bis 1930
Senatoren
- Hermann Strunk, hauptamtlicher Senator für Kultus
- Albert Evert, hauptamtlicher Senator für Justiz und Post
- Julius Jewelowski, nebenamtlicher Senator für Wirtschaft
- Alma Richter, nebenamtliche Senatorin für Jugendwohlfahrt und Altenhilfe, seit 1929

Abgeordnete  (4 Sitze)
- Julius Jewelowski
- Alma Richter
- Kurt Siebenfreund
- Ernst Wahl

### 1930 bis 1933
Abgeordnete
- Hermann Strunk, einziger Abgeordneter